# Let the world sing
Let the world sing is een cd van Daniel Rae Costello uit 2008, met daarop een groot aantal duetten. Acht hiervan zijn met Toni Willé, de voormalige zangeres van Pussycat. Verder staan er drie solonummers op en nog een duet met Annick Boudou.
Op het album staan twee covers van Pussycat, en verder nog twee nummers uit de solocarrière van Willé die geschreven werden door de Oostenrijker Robert Deutsch. De andere nummers zijn origineel werk van Costello dat hij samen met zijn Fijische co-producer Phil Dakei schreef. 
De opnames vonden in december 2007 plaats en de cd werd in juni 2008 uitgebracht. Twee jaar later gaven Costello en Willé een concert op Suva dat werd opgenomen door de Fijische televisie. Van deze opnames verscheen later het album Golden memories tour, Fiji, 2010 (2013). Felix Chaudhary van de Fiji Times recenseerde het concert met de kop Toni Willie wows 'em all.

## Nummers

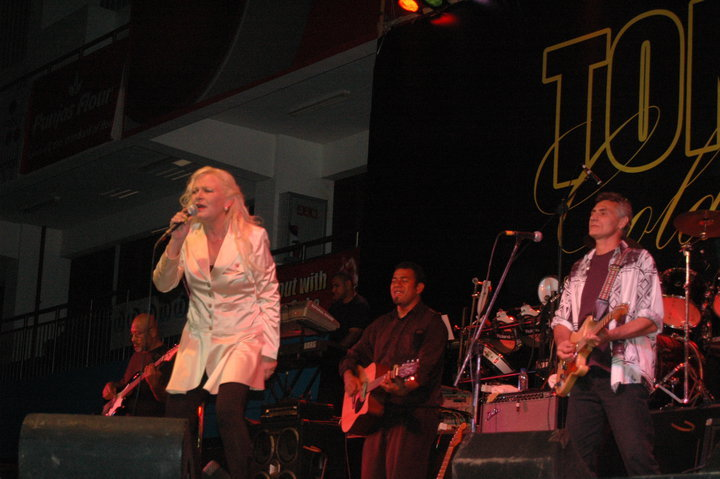
Concert van Willé en Costello, twee jaar na de release van de cd, 2010

| Nummer | naam                                    | duet met      | geschreven door                                  | duur |
| ------ | --------------------------------------- | ------------- | ------------------------------------------------ | ---- |
| 1.     | Georgie                                 | Toni Willé    | Werner Theunissen                                | 3:23 |
| 2.     | Let the world sing / Light up the world | Toni Willé    | Daniel Rae Costello en Phil Dakei                | 4:02 |
| 3.     | Tell me baby                            | Toni Willé    | Robert Deutsch                                   | 3:28 |
| 4.     | A summer dream                          | solo          | Daniel Rae Costello en Phil Dakei                | 3:29 |
| 5.     | Doin' la bamba                          | Toni Willé    | Werner Theunissen                                | 3:54 |
| 6.     | Emotions                                | Toni Willé    | Daniel Rae Costello en Phil Dakei                | 4:15 |
| 7.     | Happy go lucky me                       | solo          | Daniel Rae Costello en Phil Dakei                | 3:22 |
| 8.     | Loin de toi                             | Annick Boudou | Annick Boudou, Daniel Rae Costello en Phil Dakei | 3:57 |
| 9.     | I still remember                        | Toni Willé    | Daniel Rae Costello en Phil Dakei                | 3:28 |
| 10.    | Why oh why                              | Toni Willé    | Daniel Rae Costello en Phil Dakei                | 4:15 |
| 11.    | Dreaming of a Xmas with you             | Toni Willé    | Robert Deutsch                                   | 3:19 |
| 12.    | Somewhere in time                       | solo          | Daniel Rae Costello                              | 4:02 |